# Ross Turnbull

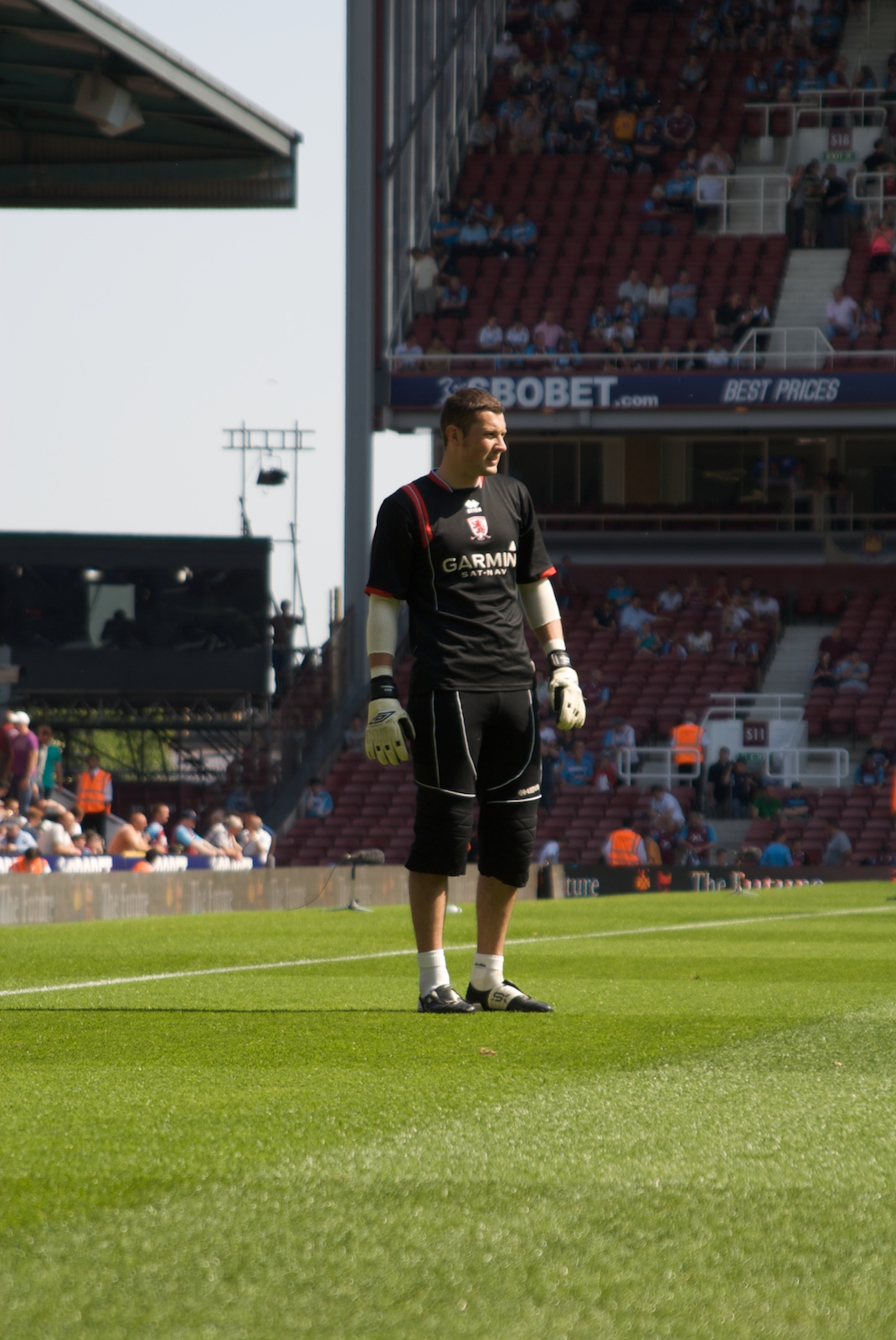
Ross Turnbull

Ross Turnbull, född 4 januari 1985, är en engelsk fotbollsmålvakt som senast var kontrakterad hos den engelska Championship-klubben Leeds United. 
När han var yngre spelade han i Middlesbroughs ungdomsakademi. Han skrev på ett 4-årskontrakt med Chelsea torsdagen den 2 juli 2009. Under sina fyra år i klubben spelade han totalt 19 matcher, varav sju i serien. Därefter spelade han en säsong vardera för Doncaster Rovers och Barnsley FC. Den 15 juli 2015 skrev Turnbull på ett tvåårskontrakt med Leeds. Han hann dock endast spela i en cupmatch innan han i oktober bröt fotleden i en träningsmatch, och missade resten av säsongen. Inför säsongen 2016/17 fanns han inte med i matchprogrammet, och hans kontrakt förnyades inte när det löpte ut nästföljande vår.